# Lila De Nobili
Lila De Nobili di Vezzano (Lugano, 3 settembre 1916 – Parigi, 19 febbraio 2002) è stata una disegnatrice, pittrice e scenografa italiana.
È diventata nota come disegnatrice e illustratrice della rivista Vogue e in seguito per le sue collaborazioni in veste di scenografa e costumista con registi come Luchino Visconti, Franco Zeffirelli e Raymond Rouleau.
Considerata “l’ultima grande protagonista della scenografia dipinta”, si ritirò dalla professione alla fine degli anni Sessanta per dedicarsi esclusivamente alla pittura.
Zeffirelli la definì come "la più grande scenografa e costumista del XX secolo, la maestra di tutti noi. Ogni volta che progetto un'opera penso a lei".

## Biografia

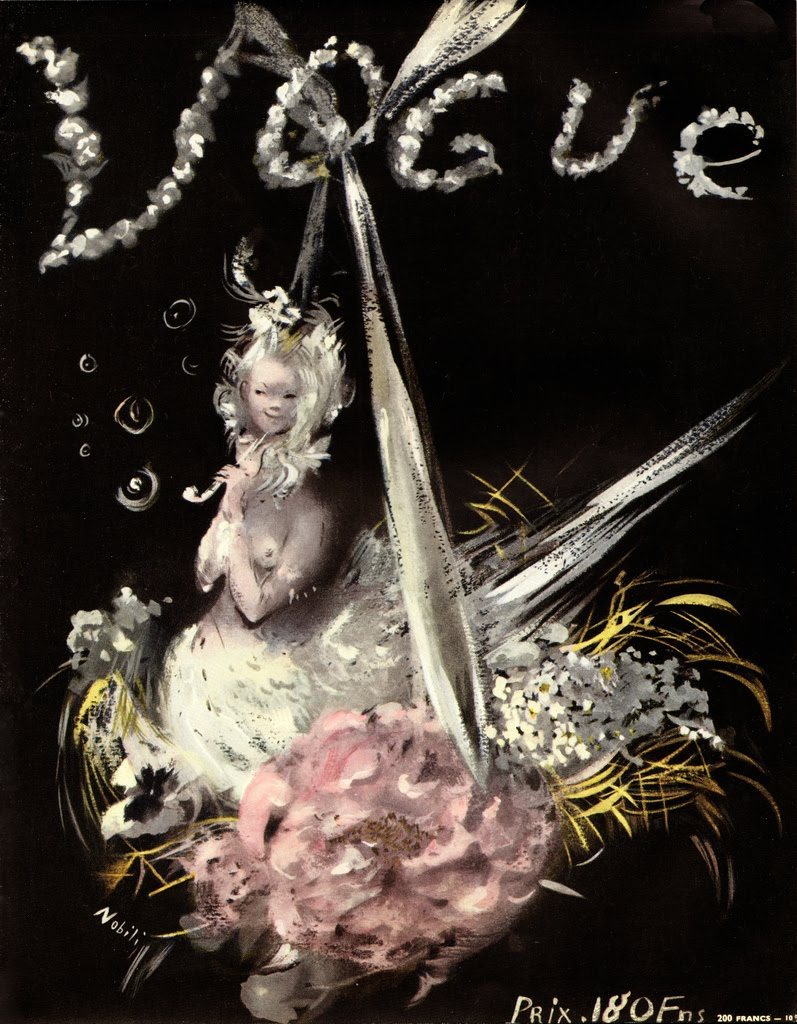
Una delle copertine disegnate per Vogue, con la consueta firma "Nobili" in basso a sinistra

La marchesa Lila De Nobili di Vezzano nasce a Castagnola, una frazione di Lugano, in Svizzera.
Suo padre era il marchese Prospero De Nobili, esponente della famiglia aristocratica ligure dei De Nobili di Vezzano.
Sua madre Dola Vertès apparteneva a una famiglia ebrea ungherese. Suo zio era il pittore e stilista Marcel Vertès (1895-1961).
Lila studiò con Ferruccio Ferrazzi all'Accademia di Belle Arti di Roma.
Nel 1943 si stabilisce a Parigi, dove vive fino alla morte.
Inizia a fare l’illustratrice per i grandi stilisti francesi, nonché per le più importanti riviste di moda. Come illustratrice, si distinse soprattutto per la sua intensa collaborazione per Vogue Paris.
Nel 1947 diventa famosa come scenografa e costumista: lavora per tutti i più famosi registi del tempo, tra cui Raymond Rouleau, Luchino Visconti, Franco Zeffirelli, Peter Hall, Giancarlo Menotti. Sul palco collaborò in opere come Angel Pavement (1947), Le voleur d'enfants (1948), A Streetcar Named Desire (1949), La Petite Lili (1951), Anna Karenine (1951), Gigi (1951), Cyrano de Bergerac (1953), The Country Girl (1954), The Crucible (1954), La Plume de Ma Tante (1958), L'Arlésienne (1958), Carmen (1959) e The Aspern Documenti (1961).
Ha realizzato costumi memorabili nell'opera, in particolare alla Scala di Milano con Luchino Visconti, Maria Callas, Franco Zeffirelli, Luigi Squarzina e in Inghilterra con Frederick Ashton, Tony Richardson e Peter Hall, tra il 1957 e il 1962, in sei produzioni di opere di Shakespeare, e Carmen al Palais Garnier nel 1958.
Con Raymond Rouleau ha progettato la prima francese di A Streetcar Named Desire con Arletty, ha vestito Ingrid Bergman come Hedda Gabler e ha lavorato con Édith Piaf, Simone Signoret, Margot Fonteyn e altri. Ha lavorato anche a Spoleto con Gian Carlo Menotti.

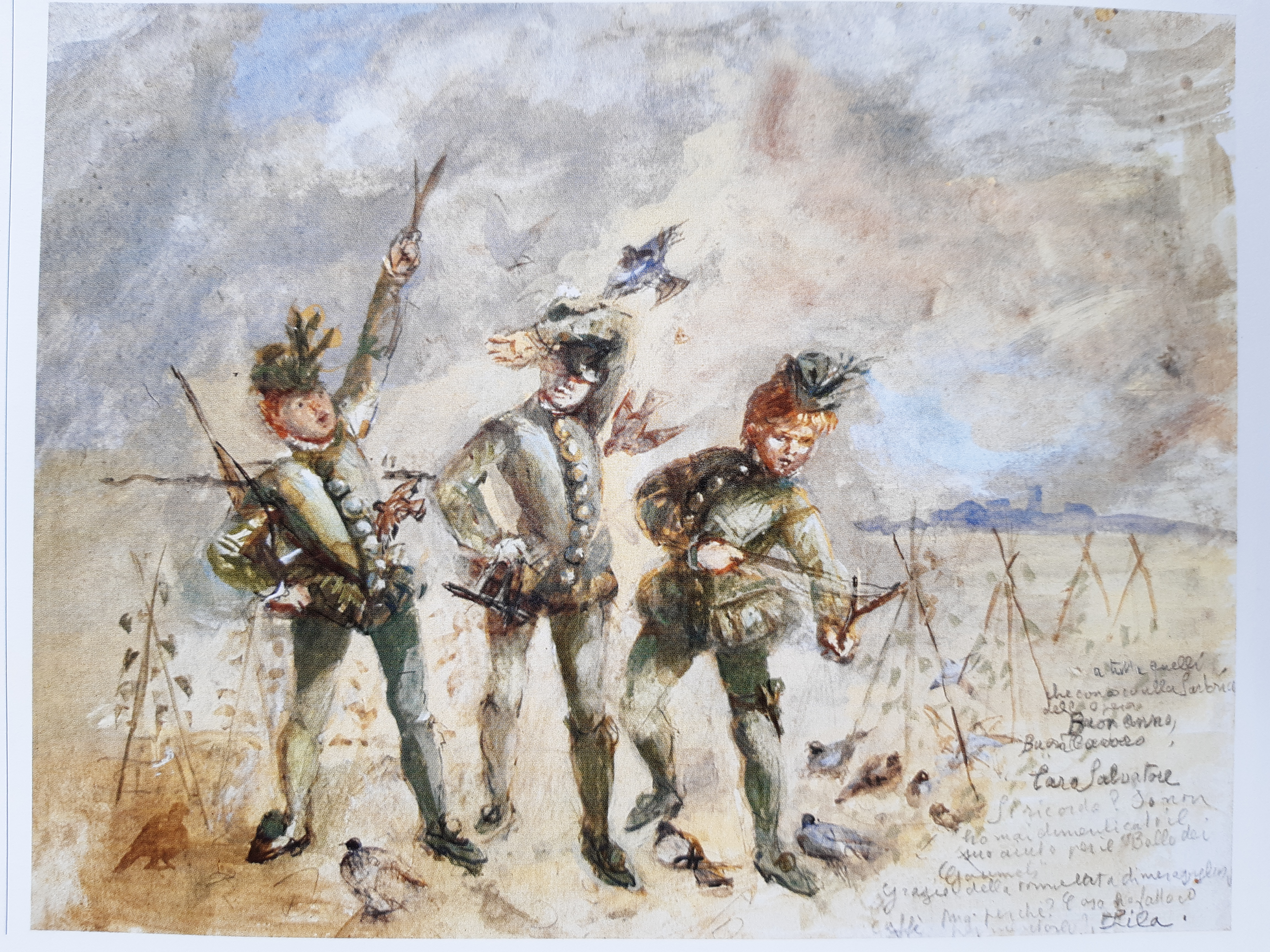
Figurini di Lila De Nobili per i Pisellini di Le Roi de Gourmets di Jean Babilée (Teatro dell'Opera di Roma, 1965) con dedica a Salvatore Russo.

Si ritira dalla professione alla fine degli anni Sessanta, per dedicarsi esclusivamente alla pittura. La sua pennellata sfumata e atmosferica, rapida e rifinita in mille velature, ha incantato generazioni di artisti fino a Robert Wilson e David Hockney, che la ritrasse. Le migliaia di figure, di volti e di gesti che affollano la sua opera per il palcoscenico, ma anche i taccuini d’appunti su cui disegnò fino alla fine, compongono una comédie humaine di inesauribile, stupefacente ricchezza.
Visse in isolamento in un attico da bohème sotto i tetti di Parigi con i suoi gatti fino alla morte, avvenuta nel 2002 all'età di 86 anni a Parigi.